# Dick Southwood
Leslie Frank „Dick” Southwood (ur. 18 stycznia 1906 w Fulham, zm. 7 lutego 1986 w Long Wittenham) – brytyjski wioślarz, złoty medalista olimpijski.
Kształcił się w Latymer Upper School. Jego pierwszym klubem był Auriol Rowing Club, następnie dołączył do London Rowing Club.
Wystartował na igrzyskach olimpijskich w Los Angeles w 1932, gdzie zajął czwarte miejsce w jedynkach. Walkę o brązowy medal przegrał z Guillermo Douglasem z Urugwaju o 20 sekund. Na rozgrywanych cztery lata później igrzyskach olimpijskich w Berlinie wystąpił w dwójkach podwójnych. W parze z Jackiem Beresfordem wywalczył złoty medal, o 5,4 sekundy wyprzedzając reprezentantów III Rzeszy i o 15,4 sekundy Polaków.